# برس کستل (نیوجرسی)
برس کستل (به انگلیسی: Brass Castle) یک منطقهٔ مسکونی در ایالات متحده آمریکا است که در شهرستان وارن، نیوجرسی واقع شده‌است. برس کستل ۷٫۵۹۹ کیلومتر مربع مساحت و ۱٬۵۵۵ نفر جمعیت دارد و ۱۵۰ متر بالاتر از سطح دریا واقع شده‌است.